# Jan Zábrana

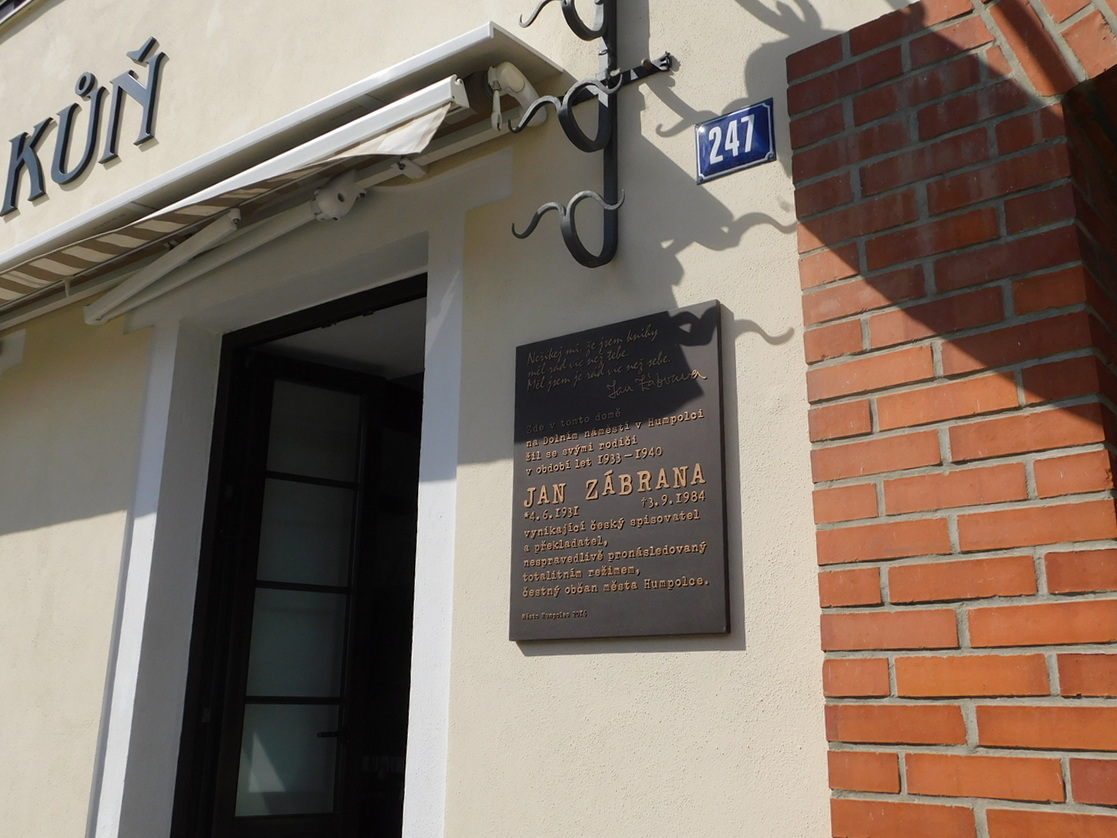
Gedenktafel in Humpolec im Bezirk Pelhřimov

Jan Zábrana (* 4. Juni 1931 in Herálec (deutsch Heraletz), Okres Havlíčkův Brod, Tschechoslowakei; † 3. September 1984 in Prag) war ein tschechischer Schriftsteller, Dichter und Übersetzer.

## Leben
Zábrana verbrachte seine Jugend in Herálec. Da seine Mutter nach dem Februarumsturz 1949 aus politischen Gründen verhaftet wurde, durfte er sich nach dem Abitur 1950 nicht für das Fach Philosophie an der Karls-Universität immatrikulieren. Deshalb studierte er vier Semester Katholische Theologie an der Theologischen Fakultät. 1951 wurde auch sein Vater aus politischen Gründen verhaftet. Beide Eltern wurden erst 1960 im Wege der Amnestie begnadigt. 
1954 begann Zábrana seine Tätigkeit als Übersetzer. Er übersetzte Lyrik und Prosa aus dem Russischen und Englischen. Daneben verfasste er auch Gedichte und schrieb gemeinsam mit Josef Škvorecký Detektivromane. 1957 veröffentlichte er einen Gedichtband. 

## Werke
- Utkvělé černé ikony (1965)
- Stránky z deníku (1968)
- Lynč (1968)
- Jak se dělá báseň (1970)
- Potkat básníka (1989)
- Jistota nejhoršího (1991)
- Zeď vzpomínek (1992)
- Básně (1993)
- Celý život (Tagebuch, 1992) – zwei Teile
- Sedm povídek (1993)

Gemeinsam mit Josef Škvorecký
- Vražda pro štěstí (1962)
  - Der Glücksmord. Übersetzung Erich Bertleff. Prag : Artia, 1966
- Vražda se zárukou (1964)
- Táňa a dva pistolníci (1965)
- Vražda v zastoupení (1967)

Übersetzungen von Gedichten
- Gregory Corso
- Lawrence Ferlinghetti: A Coney Island of the Mind
- Allen Ginsberg: Howl
- Sergei Alexandrowitsch Jessenin
- Ossip Emiljewitsch Mandelstam: Tristia
- Kenneth Patchen: When We Were Here Together
- Sylvia Plath: Ariel
- Wallace Stevens: The Man With the Blue Guitar

Übersetzungen von Prosa
- Isaak Emmanuilowitsch Babel: Die Reiterarmee, ISBN 3-518-22151-5
- Iwan Alexejewitsch Bunin: Späte Stunde
- Joseph Conrad: Herz der Finsternis
- Marina Iwanowna Zwetajewa:
- Boris Leonidowitsch Pasternak: Doktor Schiwago
- Boris Andrejewitsch Pilnjak: Die Geschichte vom nichtausgelöschten Mond
- Andrei Platonowitsch Platonow: Die Geburt des Meisters
- Alexander Issajewitsch Solschenizyn: Der Archipel Gulag (anteilig)